# سرباز
سرباز به‌تعریف جهانی، کسی است که عضو یک ارتش باشد. یک سرباز می‌تواند یک سرباز وظیفه، داوطلب، درجه‌دار یا یک افسر باشد.
در کشورهای جهان به جز چند مورد، سربازی اجباری حذف شده است اما ممکن است مردان و زنان برای کار و شغل، به‌عنوان سرباز جذب شوند. در ایالات متحده، مردان ۱۸ تا ۲۵ سال، امکان نام‌نویسی در سیستم خدمات انتخابی را دارا هستند که مسئولیت نظارت بر پیش‌نویس را دولت برعهده دارد. با این حال، از سال ۱۹۷۳ هیچ پیش‌نویسی رخ نداده است و ارتش ایالات متحده توانسته است شمار کارکنان خود را از راه نام‌نویسی داوطلبانه حفظ کند. سلامتی، اقتصاد و بسیاری از جنبه‌های زندگی و فعالیت سربازان در طول دهه‌های گذشته دچار دگرگونی شده و تکنولوژی به بسیاری از آن تغییرات یاری رسانده است.

## بر پایه کشور

### ایران
سرباز در ایران، پایین‌ترین درجه در میان درجه‌های نظامی نیروهای مسلح جمهوری اسلامی است.
در ایران درجه سرباز سه مرحله دارد:
- سرباز یکم
- سرباز دوم
- سرباز

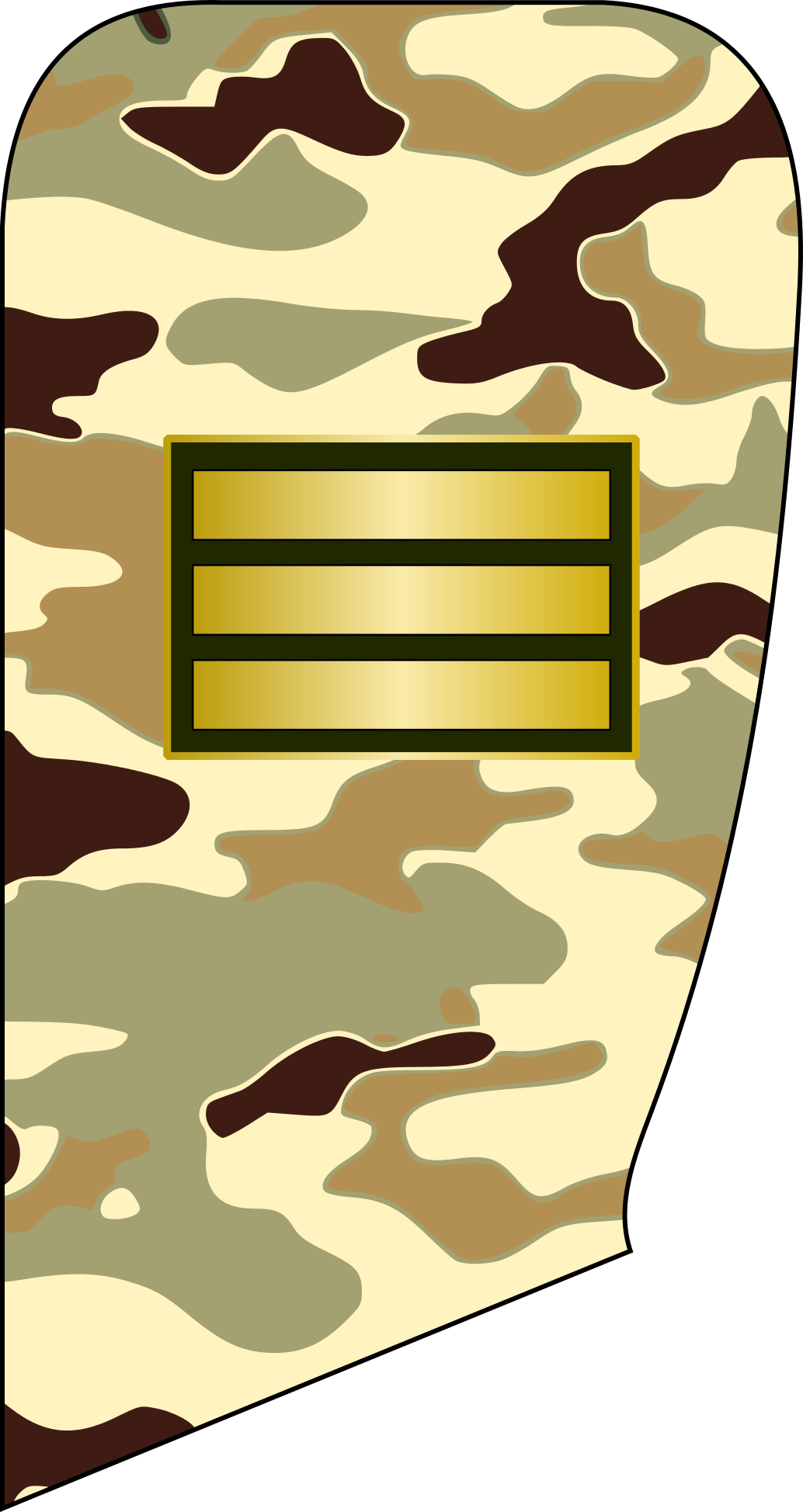
سرباز یکم
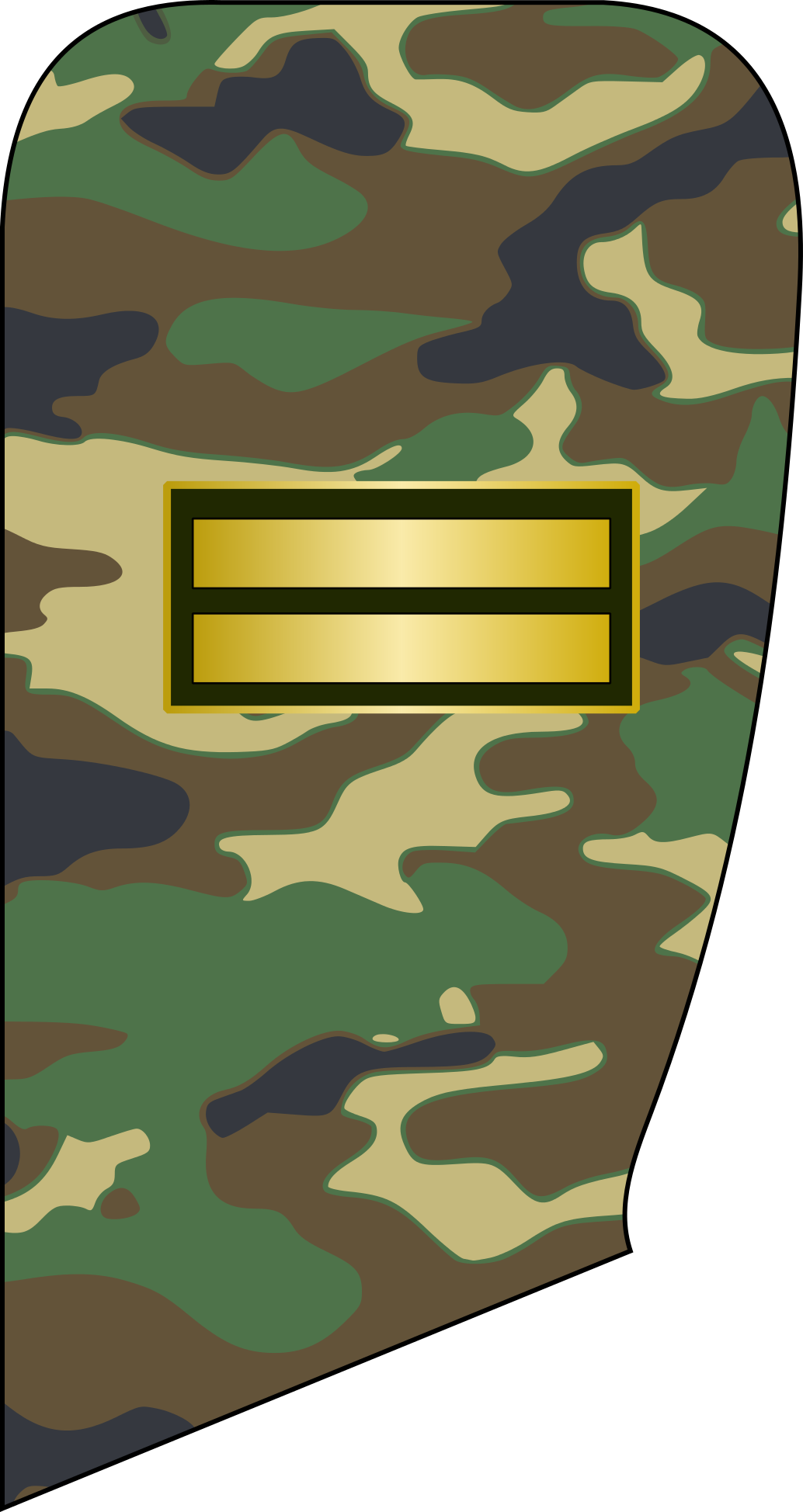
سرباز دوم
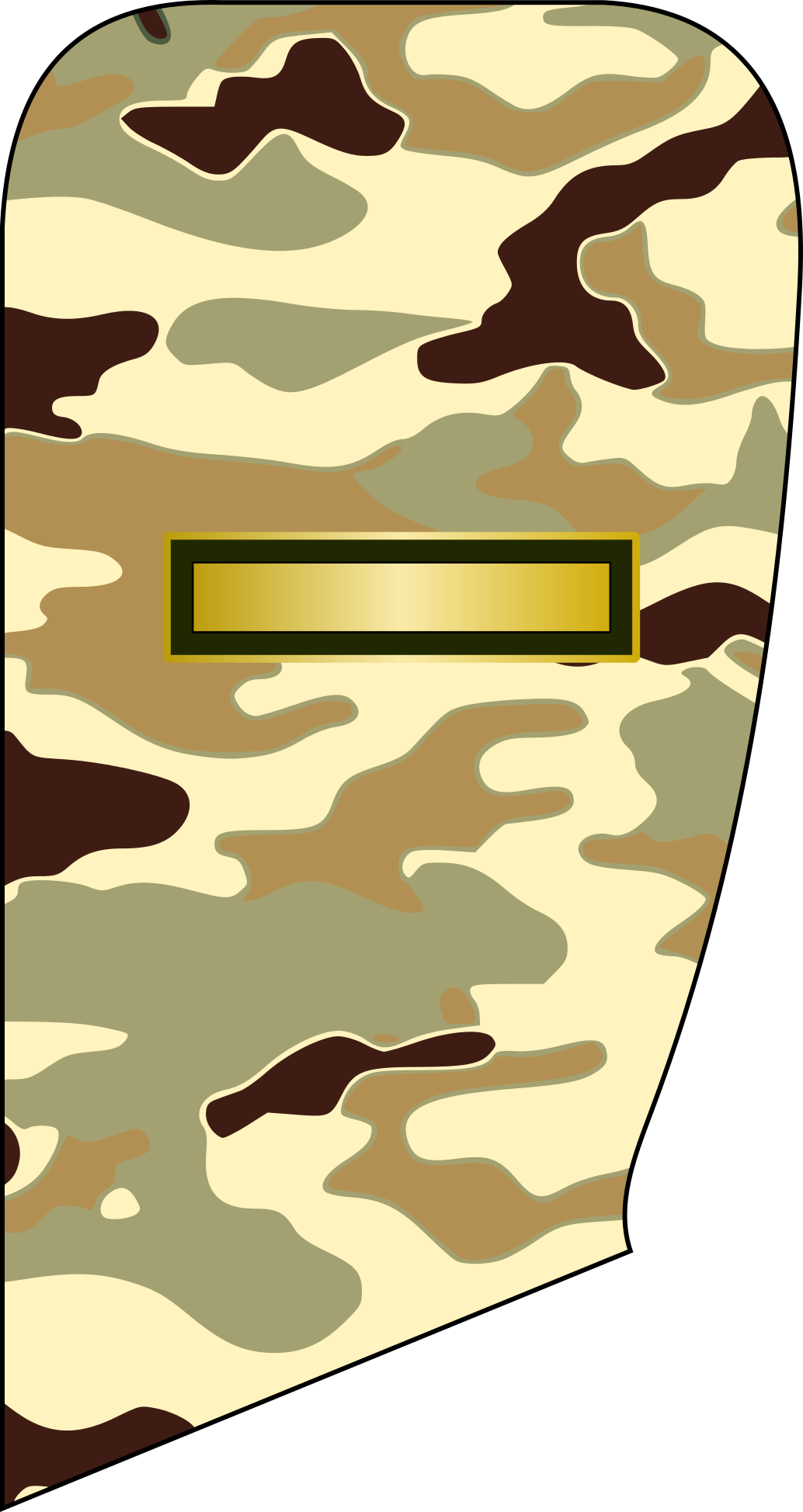
سرباز صفر

سرباز در فرهنگ فارسی محمد معین این‌گونه معنی شده است:
1. آن که آماده باشد که سر و جان خویش را در راه هدف خود فدا کند؛
2. سپاهی، لشکری؛
3. آنچه سرش گشاده بُوَد؛ سربسته.[۳]

به‌عبارتی، سرباز در معنای کسی است که از جانش در پی آرمانی گذشته و از باختن سرش ابایی نداشته باشد؛ ولی معنای کاربردیِ این واژه برای کسی به‌کار برده می‌شود که پیشهٔ نظامی‌گری داشته باشد و در ارتش خدمت کند، که بدین معنا سپاهی و لشکری هم می‌گویند.
| درجه‌های ارتش ایران | درجه‌های ارتش ایران | درجه‌های ارتش ایران |
| نیروها             | نیروها             | نیروها             |
| زمینی و هوایی      | دریایی             |                    |
| ------------------ | ------------------ | ------------------ |
| ارتشبد             | دریابد             |                    |
| سپهبد              | دریاسالار          |                    |
| سرلشکر             | دریابان            |                    |
| سرتیپ              | دریادار            |                    |
| سرتیپ دوم          | دریادار دوم        |                    |
| سرهنگ              | ناخدا یکم          |                    |
| سرهنگ دوم          | ناخدا دوم          |                    |
| سرگرد              | ناخدا سوم          |                    |
| سروان              | ناوسروان           |                    |
| ستوان ۳، ۲ و ۱     | ناوبان ۳، ۲ و ۱    |                    |
| استوار ۲ و ۱       | ناواستوار ۲ و ۱    | ناواستوار ۲ و ۱    |
| گروهبان ۳، ۲ و ۱   | مهناوی ۳، ۲ و ۱    | مهناوی ۳، ۲ و ۱    |
| سرجوخه             | سرناوی             | سرناوی             |
| سرباز ۲ و ۱        | ناوی ۲ و ۱         | ناوی ۲ و ۱         |
| سرباز              | ناوی               | ناوی               |

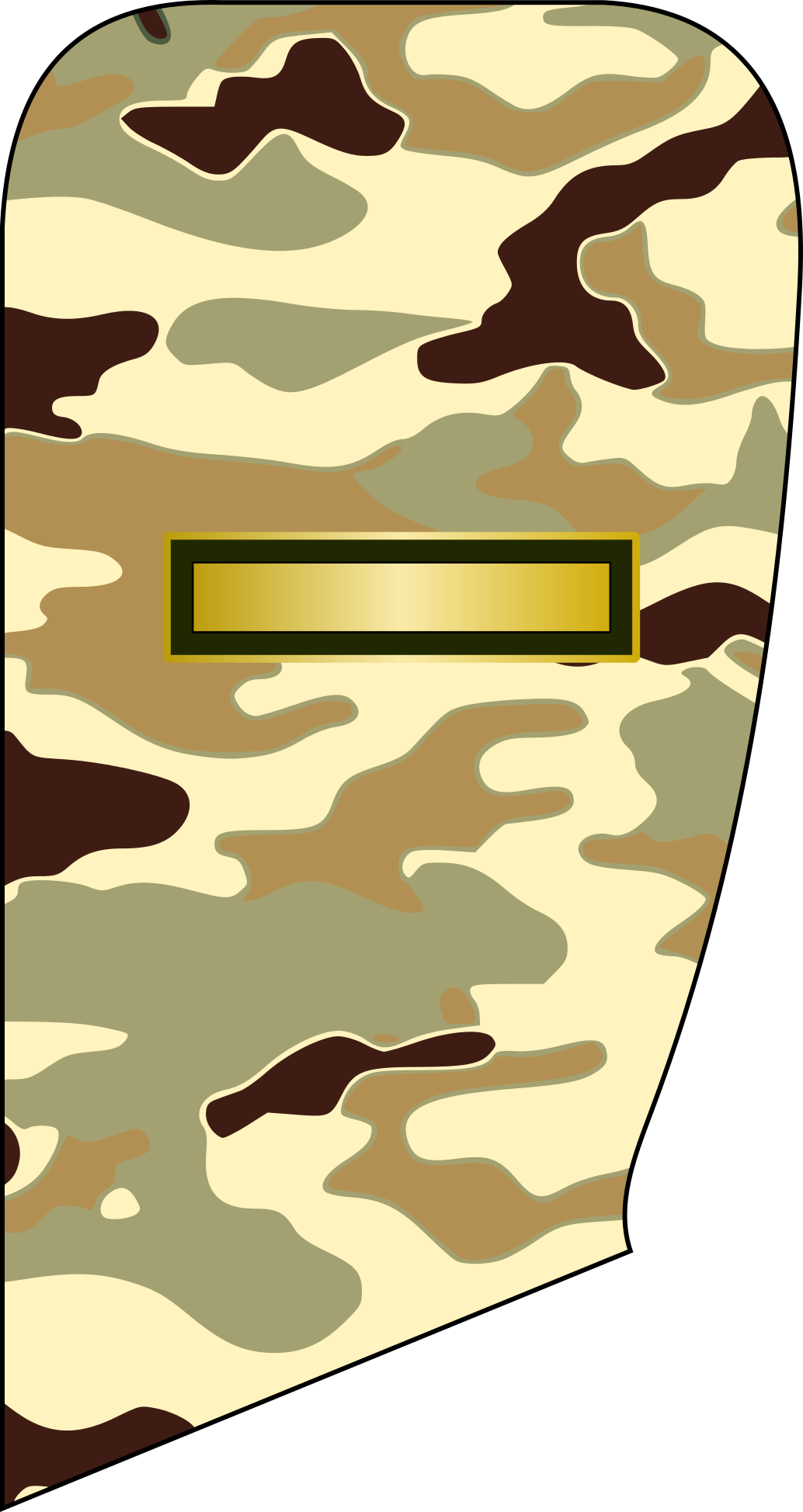
نشان سرباز در نیروی زمینی ارتش جمهوری اسلامی ایران (آجا)
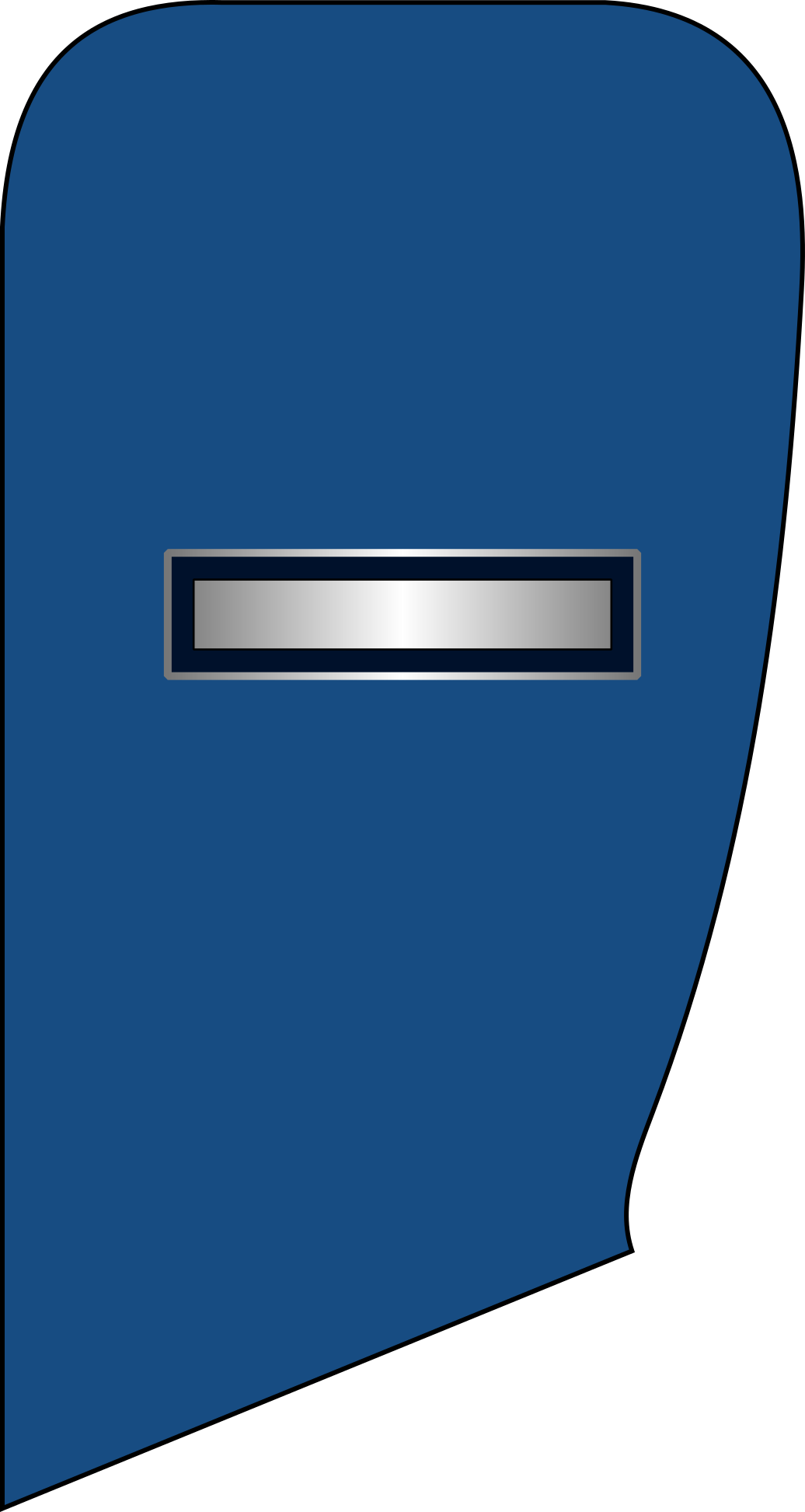
نشان سرباز در نیروی هوایی ارتش
نشان ناوی (معادل سرباز در نیروی دریایی ارتش)
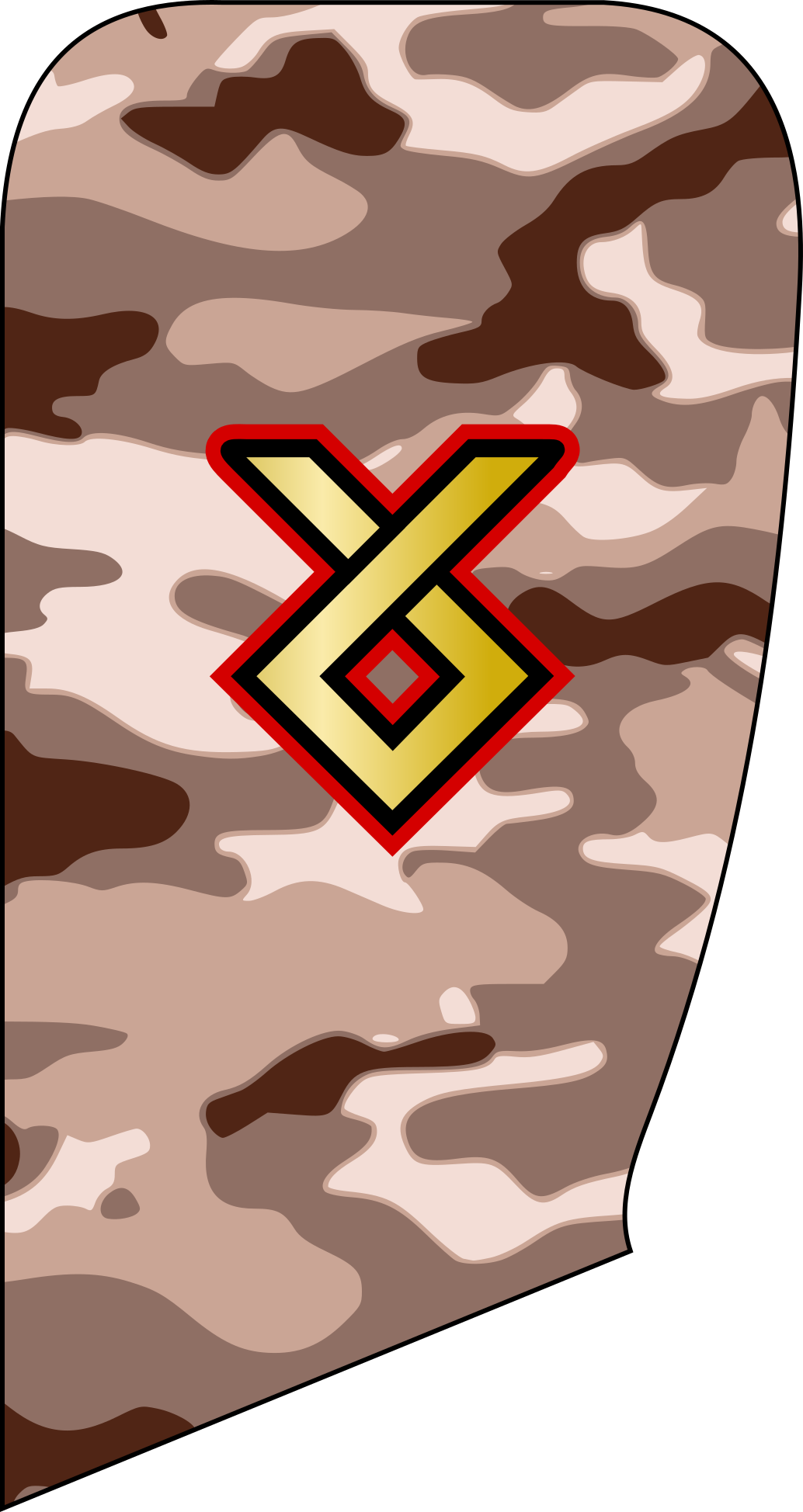
نشان سرباز و سرباز در نیروی زمینی و نیروی دریایی سپاه پاسداران انقلاب اسلامی
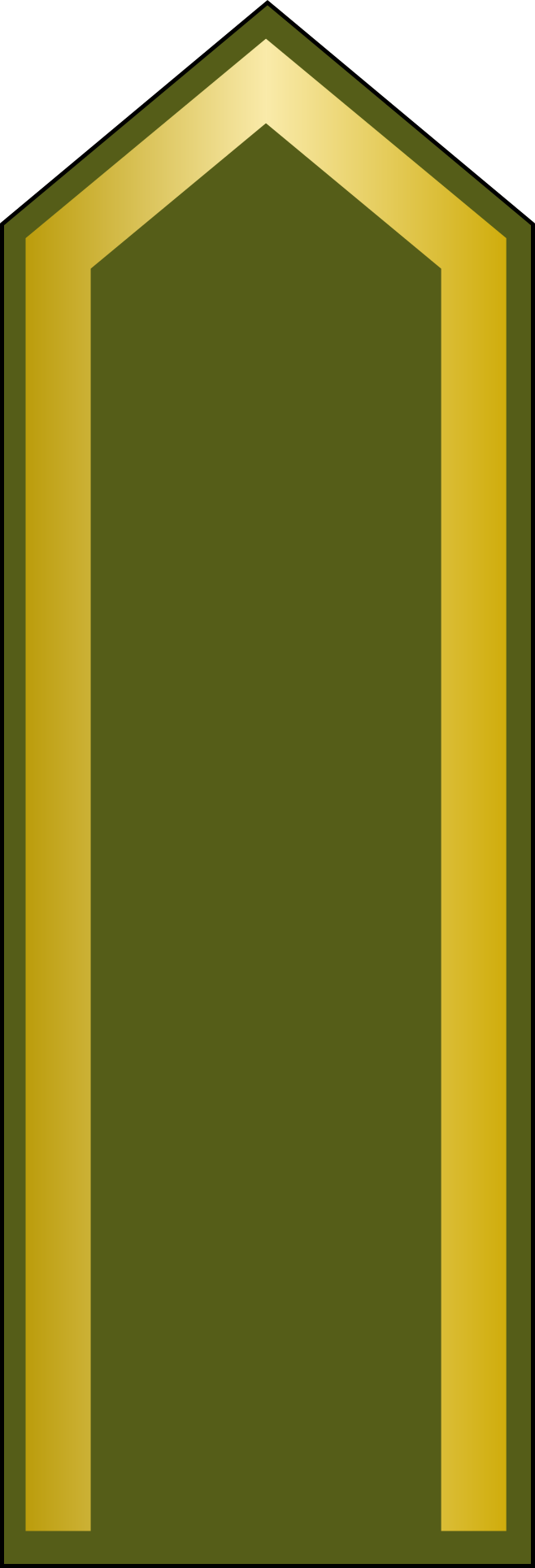
نشان سرباز در نیروی انتظامی جمهوری اسلامی ایران (ناجا)